# Döbeln (Adelsgeschlecht)

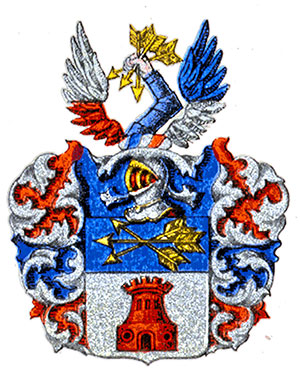
Wappen derer von Döbeln in Schweden

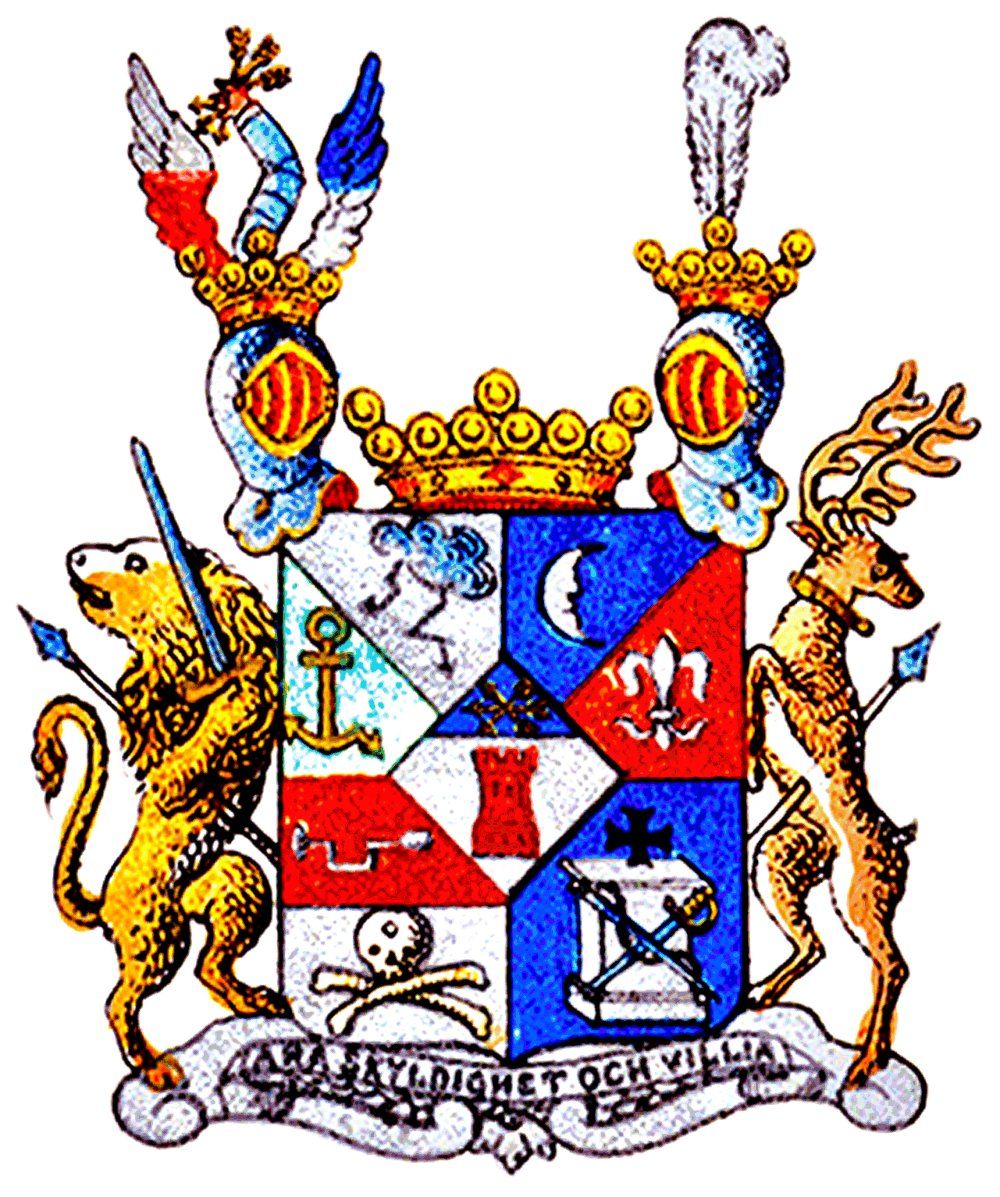
Wappen der Freiherren von Döbeln

Döbeln ist der Name eines schwedischen Adelsgeschlechts mit deutschem Ursprung. 

## Geschichte
Die Familie beginnt ihre Stammlinie im 16. Jahrhundert mit Johan Döbel, Bürger und Handelsmann in Greifswald. Der Arzt und Hochschullehrer an der Universität Rostock, Johan Jacob Döbelius dem Älteren (1640–1684), erhielt am 6. Dezember 1681 vom Kaiser das Kleine Palatinat. Sein Sohn, der Mediziner Johan Jacob Döbelius (1674–1743), kam 1696 nach Schweden. Er wurde am 21. Januar 1717 in den schwedischen Adelstand erhoben und 1719 bei der Adelsklasse der schwedischen Ritterschaft (Nr. 1519) introduziert. Georg Carl von Döbeln (1758–1820) wurde am 29. Juni 1809 in den schwedischen Freiherrnstand erhoben und 1810 bei der Freiherrnklasse der schwedischen Ritterschaft (Nr. 335) introduziert. Die freiherrliche Linie erlosch bereits 1847 mit der 2. Generation, während die untitulierte Linie gegenwärtig fortbesteht.

## Wappen
Das Stammwappen von 1717 zeigt in Silber einen roten Turm. Im Schildhaupt darüber in Blau drei kreuzweise gelegte goldene Pfeile mit den Spitzen nach rechts. Auf dem Turnierhelm mit rot–silbernen und blau–silbernen Helmdecken ein geharnischter Arm, die drei goldenen Pfeile nach rects unten haltend, zwischen einem rechts silbern–rot und links blau–silbern geteilten offenen Flug.

## Angehörige
- Johan Jacob Döbelius der Ältere, auch Johann Jakob Döbel(n) (1640–1684), Arzt und Hochschullehrer an der Universität Rostock
- Johan Jacob Döbelius, ab 1717 Johan Jakob von Döbeln (1674–1743), Arzt und Hochschullehrer an der Universität Lund
- Georg Carl von Döbeln (1758–1820), schwedischer General
- Johan Vilhelm von Döbeln (1785–1846), Hochschullehrer am Karolinska-Institut